# Microstylum luciferoides
Microstylum luciferoides är en tvåvingeart som beskrevs av Stanley Willard Bromley 1942. Microstylum luciferoides ingår i släktet Microstylum och familjen rovflugor.
Artens utbredningsområde är Madagaskar. Inga underarter finns listade i Catalogue of Life.